# In Koli Jean Bofane
In Koli Jean Bofane, né le 24 octobre 1954 à Mbandaka en République démocratique du Congo (ex-Zaïre), est un écrivain kino-congolais.

## Biographie
Comme la plupart des écrivains de ce pays, In Koli Jean Bofane a choisi l’exil pour exercer son métier et c’est en 1993 qu’il décide de quitter son Congo natal pour la Belgique. En 1996, il publie Pourquoi le lion n’est plus le roi des animaux aux éditions Gallimard Jeunesse, traduit dans plusieurs langues et qui lui vaudra le prix de la critique de la communauté française de Belgique. En 2000, il publie Bibi et les Canards, et en 2008, Mathématiques congolaises aux éditions Actes sud. Ce dernier ouvrage lui vaudra le prix littéraire de la SCAM en 2009 ainsi que le Grand prix littéraire d'Afrique noire la même année.
Son œuvre romanesque traite entre autres de la mondialisation, du virtuel, de l’existence de l’individu, de la mémoire et de la violence sociale et politique dans les sociétés africaines postcoloniales – plus particulièrement l’Afrique centrale. L’Afrique est décrite comme un laboratoire du monde et un espace concret marginal qu’on suit grâce à des différents personnages marginaux (saltimbanque, petit criminel, politicien corrompu, etc.). Ils manifestent et symbolisent les violences diverses de leur géographie et de leur condition d'existence en tant qu'individus souvent.

## Œuvres
- Pourquoi le lion n'est plus le roi des animaux, Gallimard, 1996[4]
- Bibi et les Canards, 2000
- Mathématiques congolaises : roman, Actes sud, coll. « Aventure », 2008 (ISBN 978-2-7427-7457-9, lire en ligne )[5]
- Congo Inc. Le Testament de Bismarck, Actes Sud, 2014 Grand prix du roman métis.
Prix des cinq continents de la Francophonie.
- La Belle de Casa, Actes Sud, 2018
- Nation cannibale, Denoël, 2025

### Collectif
- Le Viol, une arme de terreur, avec Colette Braeckman, Guy-Bernard Cadière, Simon Gasibirege, Michèle Hirsch, Nathalie Kumps, Jean-Paul Marthoz, Thierry Michel, Hélène Morvan, Simone Reumont, Isabelle Seret, Maddy Tiembe et Damien Vandermeersch, Mardaga, 2015

## Récompenses
- Prix de la critique de la communauté française de Belgique 1997[6]
- Prix Jean-Muno 2008[7]
- Prix littéraire de la SCAM 2009[8]
- Grand prix littéraire d'Afrique noire (ADELF) 2009[9]
- Grand prix du roman métis de la Ville de Saint-Denis à la Réunion 2014[10]
- Prix de l'Algue d'or 2015
- Prix des Bibliothèques de la ville de Bruxelles 2015
- Prix « Coup de cœur » Transfuge 2015
- Prix des cinq continents de la Francophonie 2015 [11].
- Prix Makomi d'honneur 2019 par la Fête du livre de Kinshasa[12].